# L'Houmeau
 L'Houmeau  es una población y comuna francesa, situada en la región de Poitou-Charentes, departamento de Charente Marítimo, en el distrito de La Rochelle y cantón de La Rochelle-9.

## Demografía
| 297                       | 305 | 312 | 324 | 380 | 417 | 418 | 394 | 384 | 409 | 443 | 405 | 401 | 422 | 469 | 450 | 410 | 369 | 398 | 425 | 431 | 457 | 422 | 413 | 424 | 482 | 577 | 606 | 807 | 1 162 | 1 725 | 2 486 | 2 279 | 2 107 |
| (Fuente: Cassini e INSEE) |     |     |     |     |     |     |     |     |     |     |     |     |     |     |     |     |     |     |     |     |     |     |     |     |     |     |     |     |       |       |       |       |       |